# Hemigrammus
Hemigrammus is een geslacht van straalvinnige vissen uit de familie van de karperzalmen (Characidae).

## Etymologie
Hemi- Gr. voor half; gramm- Gr. voor geschreven. Verwijst naar de zijlijn die bij dit genus halverwege het lichaam plotseling ophoudt.

## Type
De typesoort is H. unilineatus en zijn typelocatie is Trinidad.

## Soorten
- Hemigrammus aereus Géry, 1959
- Hemigrammus analis Durbin, 1909
- Hemigrammus arua Lima, Wosiacki & Ramos, 2009
- Hemigrammus ataktos Marinho, Dagosta & Birindelli, 2014
- Hemigrammus barrigonae Eigenmann & Henn, 1914
- Hemigrammus bellottii Steindachner, 1882 – Glansstreepzalm
- Hemigrammus bleheri Géry & Mahnert, 1986 – Roodkopzalm
- Hemigrammus boesemani Géry, 1959
- Hemigrammus brevis Durbin, 1911
- Hemigrammus changae Ota, Lima & Hidalgo, 2019
- Hemigrammus coeruleus Durbin, 1908
- Hemigrammus cupreus Durbin, 1918
- Hemigrammus cylindricus Durbin, 1909
- Hemigrammus diagonicus Mendonça & Wosiacki, 2011
- Hemigrammus durbinae Ota, Lima & Pavanelli, 2015
- Hemigrammus elegans Steindachner, 1882
- Hemigrammus erythrozonus Durbin, 1909 – Vuurneon
- Hemigrammus falsus Meinken, 1958
- Hemigrammus filamentosus Zarske, 2011
- Hemigrammus geisleri Zarske & Géry, 2007
- Hemigrammus gracilis Lütken, 1875
- Hemigrammus guyanensis Géry, 1959
- Hemigrammus haraldi Géry, 1961
- Hemigrammus hyanuary Durbin, 1918
- Hemigrammus iota Durbin, 1909
- Hemigrammus levis Durbin, 1908
- Hemigrammus luelingi Géry, 1964
- Hemigrammus lunatus Durbin, 1918
- Hemigrammus machadoi Ota, Lima & Pavanelli, 2014
- Hemigrammus mahnerti Uj & Géry, 1989
- Hemigrammus marginatus Durbin, 1911
- Hemigrammus matei Eigenmann, 1918
- Hemigrammus maxillaris Fowler, 1932
- Hemigrammus megaceps Fowler, 1945
- Hemigrammus melanochrous Fowler, 1913
- Hemigrammus micropterus Meek, 1907
- Hemigrammus microstomus Durbin, 1918
- Hemigrammus mimus Böhlke, 1955
- Hemigrammus neptunus Zarske & Géry, 2002
- Hemigrammus newboldi Fernández-Yépez, 1949
- Hemigrammus ocellifer Steindachner, 1882
- Hemigrammus ora Zarske, Le Bail & Géry, 2006
- Hemigrammus orthus Durbin, 1909
- Hemigrammus parana Marinho, de Carvalho, Langeani & Tatsumi, 2008
- Hemigrammus pretoensis Géry, 1965
- Hemigrammus pulcher Ladiges, 1938
- Hemigrammus rhodostomus Ahl, 1924
- Hemigrammus rodwayi Durbin, 1909
- Hemigrammus rubrostriatus Zarsky, 2015
- Hemigrammus schmardae Steindachner, 1882
- Hemigrammus silimoni Britski & Lima, 2008
- Hemigrammus skolioplatus Bertaco & Carvalho, 2005
- Hemigrammus stictus Durbin, 1909
- Hemigrammus taphorni Benine & Lopes, 2007
- Hemigrammus tocantinsi de Carvalho, Bertaco & Jerep, 2010
- Hemigrammus tridens Eigenmann, 1907
- Hemigrammus ulreyi Boulenger, 1895
- Hemigrammus unilineatus Gill, 1858
- Hemigrammus vorderwinkleri Géry, 1963
- Hemigrammus yinyang Lima & Sousa, 2009